# Гвин, Уаймен
Уаймен Гвин (англ. Wyman Woods Guin; 1 марта 1915, Уонетт, округ Поттавотоми, штат Оклахома — 19 февраля 1989) — американский писатель-фантаст.
В 1938—1962 гг. работал в небольшой фармацевтической компании Lakeside Laboratories в Милуоки, пройдя путь от технического сотрудника до вице-президента по маркетингу. Публиковался с 1950 г., преимущественно как автор небольших фантастических рассказов, некоторые из них выходили под псевдонимом Норман Менаско (англ. Norman Menasco, фамилия матери писателя). Привлёк к себе внимание рассказом-антиутопией «За пределами Бедлама» (англ. Beyond Bedlam; 1951), вышедшим в журнале Galaxy Science Fiction, и в дальнейшем также печатался преимущественно в этом журнале. Сборник рассказов Living Way Out вышел в 1967 году и переиздан в 1973 году под названием Beyond Bedlam с добавлением одного рассказа. Единственный роман Гвина, The Standing Joy, издан в 1969 году. На русском языке опубликован рассказ Гвина «Планерята» (англ. Volpla) в переводе Норы Галь.
В 2013 г. мемориальный фонд Кордуэйнера Смита присудил Гвину Премию повторного открытия (англ. Cordwainer Smith Rediscovery Award), которой отмечаются авторы фантастической литературы предыдущих эпох, заслуживающие нового прочтения.